# ویل تراوال
ویل تراوال (انگلیسی: Wil Traval؛ زادهٔ ۹ ژوئیهٔ ۱۹۸۰) یک هنرپیشه اهل استرالیا است.
از فیلم‌ها یا برنامه‌های تلویزیونی که وی در آن نقش داشته است می‌توان به پرستاران، نجات: عملیات ویژه ، جسیکا جونز اشاره کرد.